# Devol (Oklahoma)
Devol è un comune degli Stati Uniti d'America, situato nello Stato dell'Oklahoma, nella Contea di Cotton.